# Hard Core 2K14
Hard Core 2K14 es el tercer mixtape de la rapera, actriz, compositora y cantante Lil' Kim, fue lanzado el 11 de septiembre del 2014 bajo su sello independiente International Rock Star Records (I.R.S). El mixtape fue anunciado por primera vez el 26 de julio del 2013 y originalmente estaba planeado para ser publicado el 31 de octubre del 2013 pero fue pospuesto debido a algunas colaboraciones sin finalizar y el embarazo de Kim.
Cuenta con colaboraciones como Yo Gotti, Jadakiss, Young Bonds, TLZ, B. Ford, Cassidy y French Montana. Hard Core 2k14 recibió reseñas positivas de los críticos de la música hip hop.

## Antecedentes y desarrollo
Con los fanes sugiriendo que Kim lanzara algo inspirado en su clásico álbum debut Hard Core, la idea de recrearlo vino de parte del exmánager de Lil' Kim, Big Fendi. Las especulaciones del proyecto empezaron a circular el 10 de julio del 2013 cuando Big Mike The Ruler quien fue el anfitrión del previo mixtape de Kim, Black Friday, publicó en Twitter que estaba empezando a trabajar en un nuevo mixtape y estaba abierto a que le enviaran beats. Kimberly oficialmente anunció la llegada de este mixtape, Hard Core 2K13, el 26 de julio del 2013 junto a su carátula. El 11 de septiembre del 2013, Kim anunció que la cinta iba a ser lanzada el 31 de octubre de ese año. En la fecha del lanzamiento, Big Fendi anunció que el mixtape iba a ser atrasado al 29 de noviembre del 2013 debido a unos problemas con la página donde se iba a lanzar. En ese mismo día la lista de canciones fue revelada por Kim mediante Instagram en donde aparecían 3 canciones que nunca vieron la luz; Be Careful, Crush On You Part 2, Bad Bitch en colaboración con la cantante Miley Cyrus la cual se hizo pero Cyrus no finalizó su parte por falta de tiempo y Looks Like Money la cual fue descartada del proyecto. El mixtape fue pospuesto nuevamente debido al embarazo de Kim y una nueva fecha del lanzamiento no fue dada hasta el 8 de agosto del 2014 en donde se anunció que Hard Core 2K14 iba a ser lanzada el 11 de septiembre del 2014. Kim decidió lanzarlo en esa fecha en manera de homenajear a las víctimas del atentado del 11 de septiembre del 2001. Una nueva portada para la cinta fue revelada el 9 de septiembre del 2014 aludiendo a la portada original de su álbum debut Hard Core de 1996. La portada fue un homenaje al álbum de LL Cool J, Walking with a Panther.

## Canción y letras
Aunque comparten el mismo título, Hard Core 2K14 nunca fue propuesto como una secuela de su álbum debut de 1996, Hard Core. Kim solo le quiso dar replica a sus fanes del álbum original. "Clásicos no pueden ser duplicados y yo ni ni siquiera intentaría duplicar Hard Core. La unica cosa que quise hacer con Hard Core 2k14 fue darles un toque de una replica a Hard Core. No estaba intentando hacer lo mismo de Hard Core." Kim describió las letras de este mixtape similares a la de su primer álbum por su contenido sexual y lírico.

## Promoción
El 20 de septiembre del 2014, Kim actuó en el primer concierto anual de The Source, SOURCE360 en Barclays Center.

## Lista de canciones
| N.º | Título                              | Duración |  |
| 1.  | «Intro – In A Minor Part 2»         | 1:26     |  |
| 2.  | «Stadium Music» (con Yo Gotti)      | 2:37     |  |
| 3.  | «Identity Theft»                    | 2:20     |  |
| 4.  | «Real Sick» (con Jadakiss)          | 2:49     |  |
| 5.  | «Trendsetter»                       | 3:36     |  |
| 6.  | «MIGO» (con TLZ y Young Bonds)      | 4:03     |  |
| 7.  | «Whenever You See Me» (con Cassidy) | 3:36     |  |
| 8.  | «Work the Pole»                     | 1:56     |  |
| 9.  | «Suicide» (con French Montana)      | 3:11     |  |
| 10. | «Dead Gal Walking»                  | 2:28     |  |
| 11. | «Kimmy Blanco»                      | 3:16     |  |
| 12. | «Haterz» (con B. Ford)              | 3:25     |  |